# Bulbophyllum rictorium
Bulbophyllum rictorium är en orkidéart som beskrevs av Rudolf Schlechter. Bulbophyllum rictorium ingår i släktet Bulbophyllum och familjen orkidéer. Inga underarter finns listade i Catalogue of Life.